# Авадан
Авадан  — село  в Докузпаринському районі Дагестану. Утворює сільське поселення «Село Авадан». 

## Географія
Село є анклавом, розташоване на території Дербентського району за 15 км на південь від міста Дербент, на річці Рубас. 

## Історія
У середині 60-х років XX століття на місці Кутану Міскінджинський, шляхом переселення жителів сіл: Мідж, Хлар, Міскінджа  — Ахтинского (нині Докузпаринского) району; Рутул, Іхрек  — Рутульського району; Кураг  — Агульского району, утворено село Авадан. 

## Населення
За переписом 2010 року в селі проживало 2854 людини. 
Національний склад: лезгини, агули, рутульці. 